# 米爾諾赫拉德
米爾諾赫拉德（烏克蘭語：Мирноград，羅馬化：Myrnohrad，發音：[mɪrnoˈɦrɑd] ⓘ）是乌克兰东部顿涅茨克州波克羅夫斯克區米尔诺赫拉德市镇内的城市及该市镇的行政中心。該市始建於1911年，面積23平方公里，海拔高度183米，2022年人口数量为46,904人。

## 城市名称
1934年，该地范围内的一处煤矿以国际共产主义运动活动家格奥尔基·季米特洛夫的姓氏命名为季米特洛夫（羅馬化：Dimitrov）。1972年5月9日，根据乌克兰苏维埃社会主义共和国最高苏维埃的法令，这座煤矿与另一座煤矿合并升格为城市，并沿用了之前的名称“季米特洛夫”。
2016年5月12日，乌克兰最高拉达通过去共化法案将该市改为现名。